# Совместное планирование, прогнозирование и пополнение запасов
Совместное планирование, прогнозирование и пополнение запасов (англ. Collaborative planning, forecasting, and replenishment, CPFR) — концепция, направленная на усиление экономической интеграции цепочек поставок путём поддержки и содействия совместной деятельности. CPFR — инструмент, используемый для объединения и координации всех участников n-уровневой цепи поставок, в том числе производителей, дистрибьюторов и розничных продавцов, для прогнозирования спроса, планирования производства и закупок, пополнения товарно-материальных запасов между торговыми партнёрами в рамках единой цепи поставок.

## История
CPFR началась в 1995 году как инициатива Walmart и компанией по разработке программного обеспечения и стратегии Кембриджа, штат Массачусетс, партнерами по бенчмаркингу. Инициатива с открытым исходным кодом «Совместное прогнозирование и пополнение запасов» (CFAR) в качестве нового программного обеспечения в Интернет-среде делает прогнозирование быстрым. В 1996 году руководители поставщиков Walmart и другие розничные торговцы, партнеры по бенчмаркингу учредили отраслевой комитет для подготовки к внедрению CFAR в качестве международного стандарта. Основываясь на предложении вице-президента по цепочке поставок Procter & Gamble стандарт был переименован в CPFR, чтобы подчеркнуть роль планирования в сотрудничестве. Первая публикация добровольных руководящих принципов VICS CPFR вышла в 1998 году. В настоящее время существуют комитеты по разработке бизнес-ориентиров и дорожных карт для различных сценариев сотрудничества, которые включают поставщиков сырья, поставщиков готовой продукции и розничных торговцев, которые интегрируют планирование и исполнение спроса и предложения. Комитет продолжает совершенствовать существующие руководящие принципы, инструменты и важнейшие первые шаги, которые позволяют осуществлять CPFR. Эти комитеты получили опыт проведения экспериментальных исследований, которые проводились в течение последних 6 лет. VICS продолжает руководить большей частью исследований и внедрения CPFR через свои руководящие принципы и проектные исследования.

## Методология
Прогнозирование начинается непосредственно на уровне конечных потребителей (розничной торговли), что позволяет синхронизировать планирование дистрибуции, производства и пополнение товарно-материальных запасов вверх по потоку цепи поставок. Процедура является циклической, итеративной разработкой.
Модель
CPFR первоначально была представлена в 1998 году как 9-ступенчатый процесс (или поток данных), начиная с сотрудничающих предприятий, разрабатывающих соглашение о сотрудничестве:
1. Выработка соглашения о партнёрстве;
2. Составление совместного бизнес-плана;
3. Составление прогноза продаж;
4. Определение исключений для прогноза продаж;
5. Разрешение / совместная работа по элементам исключений;
6. Создание прогноза заказа;
7. Определение исключений для прогноза заказов;
8. Разрешение / совместная работа по элементам исключений;
9. Формирование заказа.

Затем CPFR был упрощён до 5 общих этапов:
1. выработка соглашения о партнёрстве между участниками цепи поставок (фиксация цели (сокращения уровня ТМЗ, недопущение потерь продаж или устаревания продукции), необходимых ресурсов для сотрудничества (технический средств, программного обеспечения), средств конфиденциальности);
2. совместное планирование бизнеса (формулировка стратегии партнёрства, разработка совместного реестра событий в форме планирования и критериев расхождения между прогнозами между партнёрами);
3. составление прогнозов спроса (на основе простых методов прогноза с экспертными корректировками);
4. взаимный обмен прогнозами (обмен прогнозами спроса поставщика и покупателя, а в случае расхождения начинается процедура выработки взаимного консенсусного прогноза);
5. пополнение товарно-материальных запасов (прогноз фактически становится заказом, на основе которого запускается процедура пополнения запасов (производство/закуп)).

## Эффективность
CPFR применима к любой отрасли. CPFR-приложения уже отработаны во многих отраслях. Выгода растёт с каждым новым участником процесса.
CPFR стремится к совместному управлению запасами через совместную видимость и пополнение продуктов по всей цепочке поставок. Информация, которой обмениваются поставщики и розничные продавцы, помогает в планировании и удовлетворении потребностей клиентов с помощью поддерживающей системы обмена информацией. Это позволяет постоянно обновлять запасы и будущие потребности, что делает процесс сквозной цепочки поставок более эффективным. Эффективность создается за счет снижения затрат на мерчандайзинг, инвентаризацию, логистику и транспортировку по всем торговым партнерам. Обмен информацией между партнёрами по цепи поставок на ранних стадиях даёт возможность составить более полное и объективное представление об уровнях спроса по каждой цепи поставок на долгосрочную перспективу.

## Критика
Внедрение CPFR на предприятиях не получило массового характера в связи с тем, что:
- установлен довольно высокий уровень недоверия на уровне собственников, топ-менеджеров или рядовых сотрудников;
- имеется довольно высокий уровень недоверия в отношение совместного использования информации;
- имеется конфликт целей;
- каждый из партнёров планирует получить оперативные данные для получения преимущества на переговорах, или возможности выхода на рынок поставщика/покупателя, или спровоцировать угрозу невыполнения плана партнёра с целью получения дополнительной маржи;
- существует угроза потери контроля над данными (финансовыми отчётами, текущими производственными планами, состоянием материальных запасов), составляющие коммерческую тайну.